# Araeoncus clivifrons
Araeoncus clivifrons är en spindelart som beskrevs av Christo Deltshev 1987. Araeoncus clivifrons ingår i släktet Araeoncus och familjen täckvävarspindlar.
Artens utbredningsområde är Bulgarien. Inga underarter finns listade i Catalogue of Life.